# Barbados i olympiska sommarspelen 1996
Barbados deltog i de olympiska sommarspelen 1996 med en trupp bestående av 13 deltagare, elva män och två kvinnor, men ingen av landets deltagare erövrade någon medalj.

## Boxning
Fjädervikt
- John Kelman
  - Första omgången — Förlorade mot János Nagy (Ungern), domaren stoppade tävlingen

Mellanvikt
- Thomas Marcus
  - Första omgången — Förlorade mot Mohamed Bahari (Algeriet), domaren stoppade tävlingen (02:20)

## Friidrott
Herrarnas 100 meter
- Obadele Thompson
- Kirk Cummins

Herrarnas 200 meter
- Obadele Thompson

Herrarnas tiokamp
- Victor Houston

Damernas 400 meter
- Melissa Straker
  - Heat — 52.92 (→ gick inte vidare)

## Gymnastik
- Shane de Freitas

## Judo
- Andrew Payne

## Segling
- O'Neal Marshall
- Rodney Reader